# Alessandro Magnaguti

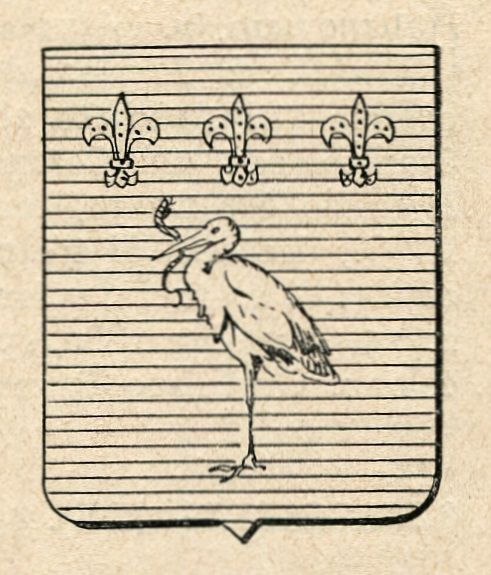
Stemma Magnaguti

Alessandro Magnaguti (Goito, 21 settembre 1887 – Sermide, 13 agosto 1966) è stato un numismatico italiano.

## Biografia

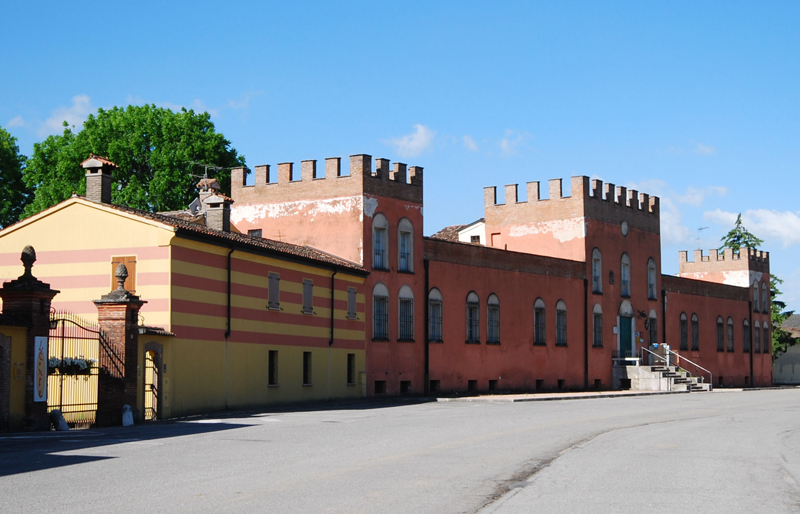
Cerlongo di Goito, Villa Magnaguti.

Alessandro Magnaguti nacque nella villa di famiglia a Cerlongo (frazione di Goito, in provincia di Mantova) il 21 settembre 1887, tredicesimo dei quattordici figli del conte Luigi Magnaguti, di nobile famiglia originaria di Lendinara stabilitasi a Mantova nel XVII secolo. Sua madre era la seconda moglie del conte, Costanza Pasolini Zanelli, di nobile famiglia faentina. Fu battezzato il 27 settembre 1887 coi nomi Alessandro Matteo Giacomo Maria Gaspare Raffaele.
Nel 1897 entrò nel Real Collegio Carlo Alberto di Moncalieri, dove restò fino al 1904, quando ne fu ritirato dal padre, gravemente malato, che voleva godere della compagnia del figlio prima di morire. Riprese gli studi del liceo classico a Verona, dove ottenne il diploma nel 1907. Nel 1905 aveva intanto iniziato ad occuparsi di quella che sarebbe stata la più grande passione della sua vita: il collezionismo e lo studio delle monete, di cui sarebbe divenuto un'autorità indiscussa, in particolare per quanto concerneva la monetazione gonzaghesca e dell'imperatore Adriano. A partire dal 1907 collaborò con articoli a pubblicazioni di numismatica: il suo primo contributo fu un articolo intitolato Petrarca numismatico uscito quell'anno sulla Rivista italiana di numismatica e scienze affini.
Si laureò in giurisprudenza a Roma nel 1913. L'anno successivo, in qualità di ufficiale di cavalleria, fu chiamato a reprimere i moti della "Settimana rossa" in Romagna. Servì in tale ruolo anche durante la prima guerra mondiale; congedato al termine del conflitto, da allora si dedicò alla gestione del suo patrimonio, alla sua collezione e a studi di numismatica e di storia mantovana.
Nel 1935 rifiutò d'iscriversi al Partito Nazionale Fascista, atto che gli era stato richiesto in quanto membro dell'Accademia Virgiliana. A causa del suo manifesto antifascismo, nel 1939 gli fu tolta la carica di Regio Ispettore Onorario per i monumenti di Mantova e dintorni, ruolo che gli fu restituito nel Dopoguerra.
Dopo l'8 settembre 1943 preferì lasciare il suo palazzo in città a Mantova per trasferirsi a Sermide, prima nel palazzo che possedeva nel centro della cittadina (e che sarebbe stato la sua residenza principale anche negli anni successivi) poi in una casa colonica a Ca' Nuova di Santa Croce. In seguito a un alterco con due militi della Guardia Nazionale Repubblicana, che conoscevano le sue opinioni politiche avverse al regime, si rifugiò temporaneamente sull'isola Magnaguti, dalla quale, nell'ottobre 1944, tentò di raggiungere Venezia percorrendo l'argine sinistro del Po. A Castelmassa fu però arrestato e tradotto alle carceri di Rovigo, dove rimase fino al 28 dicembre 1944. Il Conte avrebbe poi rievocato queste vicende nel suo libro Tra gli artigli delle belve nere, pubblicato nel 1946.
Dopo la guerra maturò in lui la decisione di alienare almeno in parte la propria collezione, che all'epoca contava oltre ottomila monete. Per mantenerla almeno virtualmente unita, dalla fine degli anni Quaranta lavorò all'Ex Nummis Historia, il catalogo in dodici volumi che rappresentò il suo più grande contributo agli studi numismatici e fu oggetto di recensioni anche all'estero. Il primo volume uscì nel 1949 presso i Fratelli Santamaria di Roma; per seguire la pubblicazione della sua opera e le vendite all'asta dei suoi pezzi pregiati, fino ai primi anni Sessanta il Conte avrebbe fatto frequenti soggiorni nella capitale.
Morì a Sermide il 13 agosto 1966. È sepolto nel cimitero di Cerlongo.

### Vita privata
Il conte Alessandro Magnaguti si sposò due volte: la prima nel 1915 con la nobile veronese Maria degli Albertini, della quale rimase vedovo nel 1952; la seconda nel 1955 con Angela Giovanna Molinari, la sua governante di umili origini, madre nubile di una figlia. Da nessuno dei due matrimoni ebbe figli: adottò quindi i nipoti Alessandro Pignatti Morano, figlio della sorella Maria Osanna e del conte Carlo Pignatti Morano di Custoza, e Giovanni Roberti, figlio della sorella Giovanna e del conte Giuseppe Roberti di Bassano.

## La collezione numismatica
Dopo la morte del conte, la collezione di monete dei Gonzaga è stata acquistata dalla Banca Agricola Mantovana, che successivamente l'ha resa visibile al pubblico attraverso l'allestimento di un apposito museo, che però nei primi anni del XXI secolo è stato scarsamente accessibile. Nel giugno 2024 è stato concluso un accordo tra il Monte dei Paschi di Siena (che aveva assorbito la Banca Agricola Mantovana) e l'amministrazione del Palazzo Ducale di Mantova perché la collezione venga esposta nella cosiddetta Palazzina della Rustica a partire dal settembre dello stesso anno.

## Opere

### Saggistica
- Letture numismatiche, Mantova, Eredi Segna, 1907.
- Studi intorno alla zecca di Mantova, Parte I, Milano, Casa Editrice L.F. Cogliani, 1913.
- Studi intorno alla zecca di Mantova, Parte II, Milano, Casa Editrice L.F. Cogliani, 1914.
- Studi intorno alla zecca di Mantova, Parte III, Milano, Casa Editrice L.F. Cogliani, 1915.
- Le Medaglie mantovane, Mantova, L'Artistica, 1921.
- Napoleone a Mantova e nel mantovano, Mantova, Eredi Segna, 1928.. Edizione francese  Napoléon dans la ville et la province de Mantoue, Venezia, Imprimerie Armenienne, 1929.
- W.A. Mozart tra noi, Mantova, Baruffaldi, 1929.
- Giovanni Chiassi. L'eroe di Reggio C. e Bezzecca, Mantova, Eredi Segna, 1931.
- Cacce gonzaghesche, Mantova, Società anonima tipografica editoriale "La Voce di Mantova", 1933.
- Hadrianus in nummis, Londra, Spink & Son, 1934.
- Mostra iconografica gonzaghesca. Catalogo delle opere, Mantova, L'Artistica, 1937.
- La fauna in Vergilio e in altri poeti antichi e moderni, Padova, Tipografua del Seminario, 1940.
- L'anima musicale mantovana, Padova, Gregoriana, 1948.
- La beata Osanna Andreasi, Padova, Gregoriana, 1948.
- La moneta canta, Mantova, L'Artistica di C. Gobbi, 1948.
- Ex Nummis Historia, volume I. Monete Greche, Roma, Santamaria, 1949.
- Ex Nummis Historia, volume II. Monete dell'Aes grave, Monete romane della repubblica e dell'Impero (fino a Nerva-98 d.C.), Roma, Santamaria, 1949.
- Ex Nummis Historia, volume III. Monete di Traiano, Adriano e loro famiglie (98-138), Roma, Santamaria, 1950.
- Ex Nummis Historia, volume IV. Monete romane da Antonino Pio alla caduta dell'impero d'Occidente (138-476), Roma, Santamaria, 1950.
- Ex Nummis Historia, volume V. Monete dell'impero d'Oriente da Arcadio (395-408) ad Isacco II Angelo (1185-1195) - Monete del Medio Evo (V-XIV sec.), Roma, Santamaria, 1951.
- Per le sale di Palazzo Ducale. Cinquant'anni di vita della società 1902-1952, Mantova, Baruffaldi, 1952.
- Ex Nummis Historia, volume VI. Monete delle Signorie italiane, i grandi maestri italiani dell'Ordine Gerosolimitano, Roma, Santamaria, 1954.
- Ex Nummis Historia, volume X. Monete della casa di Savoia e del Risorgimento italiano, Roma, Santamaria, 1955.
- Ex Nummis Historia, volume XI. Monete e medaglie dei romani Pontefici, Roma, Santamaria, 1956.
- Ex Nummis Historia, volume VII. I Gonzaga nelle loro monete e nelle loro medaglie. Il ramo dominante su Mantova, sul Monferrato e in Francia, Roma, Santamaria, 1957.
- Ex Nummis Historia, volume XII. Monete e medaglie delle grandi famiglie sovrane dell'Europa, Roma, Santamaria, 1959.
- Ex Nummis Historia, volume VIII. I Gonzaga nelle loro monete e nelle loro medaglie. Rami dei Signori di Novellara, Sabbioneta, Pomponesco, Bozzolo, Castiglione delle Stiviere, Solferino e Guastalla, Roma, Santamaria, 1961.
- Ex Nummis Historia, volume IX. I Gonzaga nelle loro monete e nelle loro medaglie. Le medaglie dei Gonzaga, Roma, Santamaria, 1961.

### Memorialistica
- Tra gli artigli delle belve nere, Padova, Tipografia del Seminario, 1946.

### Poesia
- Alessandro il Mantovano, Canti del mio mattino, Milano, Bertieri e Vanzetti, 1924.
- Alessandro il Virgiliano, Spirante Lira. Poema sinfoniale di Alessandro il Virgiliano, Milano, Bertieri e Vanzetti, 1954.
- Eco del mio rimpianto. Elegie, Verona, Stamperia Valdonega, 1958.